# Каротин
Каротинът е пигмент (С40Н56) с оранжев цвят, който се съдържа в хромопластите и хлоропластите. Той е важен за фотосинтезата. На него се дължи оранжевият цвят на морковите и много други плодове и зеленчуци. Каротинът участва във фотосинтезата, като предава светлинната енергия, която поглъща, на хлорофила.
Химически каротинът е терпен. Той е димер на ретинола (витамин A) и съществува в две основни форми, означавани с гръцки букви: алфа-каротин (α-каротин) и бета-каротин (β-каротин). Съществуват и гама, делта и епсилон (γ, δ и ε-каротин). Каротинът може да се натрупва в черния дроб и да се преобразува във витамин A, когато е необходимо. Това го прави провитамин.
На каротина се дължи оцветяването на листата на дърветата през есента в оранжево. Това става, защото хлорофилът се разгражда под въздействие на ниските температури и каротиноидите, които са били маскирани, стават видими.